# Bull (série de televisão de 2016)
Bull foi uma série da TV americana CBS da categoria Drama, estrelada por Michael Weatherly e tendo como produtores Steven Spielberg, Phil McGraw e Paul Attanasio.  A série estreou na TV americana em 20 de setembro de 2016. É exibida no Brasil pela emissora A&E e posteriormente pela USA Network a partir de Outubro de 2023. A série teve seu final exibido em 26 de maio de 2022 na CBS nos EUA.
Bull é inspirada no início da carreira do conhecido psicólogo e apresentador de TV nos EUA, Dr. Phil McGraw, quando atuava como consultor de julgamentos.
Em 17 de outubro de 2016 a CBS anunciou que Bull teria uma temporada completa de 22 episódios. Em novembro foi anunciado que a série teria um episódio adicional, encerrando assim a temporada com 23 episódios.
Em 23 de março de 2017 a CBS renovou a série para uma segunda temporada, a estrear em 27 de setembro de 2017.
A atriz Annabelle Attanasio não retornou para a terceira temporada da série.
Em 9 de maio de 2019, a CBS renovou a série para uma quarta temporada. Na mesma data, a produtora Amblin Television de Steven Spielberg comunicou oficialmente estar deixando a produção, em decorrência do processo por assédio movido pela atriz Eliza Dushku contra o protagonista Michael Weatherly e a emissora.
Em maio de 2020, a série foi renovada para uma quinta temporada, que estreou em 16 de novembro de 2020. Em abril de 2021, a série foi renovada para uma sexta e última temporada, que estreou em 7 de outubro de 2021. Em janeiro de 2022, a CBS anunciou que o final da 6ª temporada em maio também será o final da série.
A série será reexibida na TV através do canal USA Network que será relançando no Brasil a partor de outubro de 2023.

## Resumo
A série acompanha os membros do Trial Analysis Corporation (TAC), uma firma de consultoria de julgamentos comandada pelo Dr. Jason Bull, psicólogo e especialista na “ciência de julgamentos”. Bull usa sua experiência e técnica e as de sua equipe para não apenas selecionar os jurados mais adequados para seus clientes, mas também para orientar os advogados de seus clientes sobre que argumentos deverão usar para convencer os jurados a votar pela absolvição.

## Episódios
| Temporada | Temporada | Episódios | Exibição               | Exibição           |
| Temporada | Temporada | Episódios | Estreia de temporada   | Final de temporada |
| --------- | --------- | --------- | ---------------------- | ------------------ |
|           | 1         | 23        | 20 de setembro de 2016 | 23 de maio de 2017 |
|           | 2         | 22        | 26 de setembro de 2017 | 8 de maio de 2018  |
|           | 3         | 22        | 24 de setembro de 2018 | 13 de maio de 2019 |
|           | 4         | 20        | 23 de setembro de 2019 | 4 de maio de 2020  |
|           | 5         | 16        | 16 de novembro de 2020 | 17 de maio de 2021 |
|           | 6         | 22        | 7 de outubro de 2021   | 26 de maio de 2022 |

## Visão geral do personagem
| Dr. Jason Bull         | Michael Weatherly   | Regular    | Regular    | Regular    | Regular    | Regular | Regular |
| Benjamin "Benny" Colón | Freddy Rodriguez    | Regular    | Regular    | Regular    | Regular    | Regular | —       |
| Marissa Morgan         | Geneva Carr         | Regular    | Regular    | Regular    | Regular    | Regular | Regular |
| Chester "Chunk" Palmer | Christopher Jackson | Regular    | Regular    | Regular    | Regular    | Regular | Regular |
| Danielle "Danny" James | Jaime Lee Kirchner  | Regular    | Regular    | Regular    | Regular    | Regular | Regular |
| Cable McCrory          | Annabelle Attanasio | Regular    | Regular    | —          | —          | —       | —       |
| Taylor Rentzel         | MacKenzie Meehan    | —          | —          | Regular    | Regular    | Regular | Regular |
| Isabella "Izzy" Colón  | Yara Martinez       | Recorrente | Recorrente | Recorrente | Recorrente | Regular | Regular |

## Elenco

### Principal
- Michael Weatherly como Dr. Jason Bull,[12] detentor de três Ph.D.s em Psicologia e licenciado como piloto de aviões. Curiosamente, embora sua área de atuação sejam os julgamentos, Bull detesta advogados, e aparentemente teve uma infância difícil. Foi casado com a empresária portorriquenha Isabella Colón, porém ambos se divorciaram após Isabella sofrer um aborto espontâneo; apesar disso, Bull manteve sua amizade com o irmão de Isabella, Benny, que se tornou seu colaborador no TAC.
- Freddy Rodríguez como Benjamin "Benny" Colón, ex-cunhado de Bull.[13][14] Atua como conselheiro jurídico do TAC e foi promotor público de NYC.
- Geneva Carr como Marissa Morgan, auxiliar direta de Bull, psicóloga, especialista em Neurolinguística e terapeuta sexual.[15] Antes do TAC foi agente do Departamento de Segurança Interna (DHS).
- Christopher Jackson como Chester "Chunk" Palmer, estilista e especialista em moda, tendo trabalhado anteriormente na revista Vogue. Sua função no TAC é escolher os figurinos mais adequados para cada julgamento. Jogou futebol americano pela Universidade da Geórgia. A partir da segunda temporada, passa a cursar Direito e também a atuar de forma eventual como assistente em julgamentos. [16]
- Jamie Lee Kirchner como Danny James, investigadora da equipe.[17] Antes trabalhou como detetive do departamento de narcóticos e para o FBI.
- Annabelle Attanasio como Cable McCrory,[18] especialista em sistemas de computação e uma hacker habilidosa. Com a decisão da atriz em deixar o elenco da série para dedicar-se a outros projetos profissionais, a personagem não retornou para a terceira temporada. [19] Como justificativa no enredo, Cable morre no desmoronamento de uma ponte pela qual dirigia.
- Mackenzie Meehan como Taylor Rentzel, especialista em cibernética e antiga colega de Marissa na NSA. Após a morte de Cable, Taylor é contratada para efetivamente substituí-la.

### Recorrentes
- Dena Tyler como Liberty Davis, uma advogada pouco experiente que ocasionalmente trabalha com Bull e sua equipe em julgamentos.[20]
- Jill Flint como Diana Lindsay, uma advogada de acusação com quem aparentemente Bull teve um envolvimento anterior, profissional e amoroso.[21]
- Yara Martinez como Isabella "Izzy" Colón, irmã de Benny e ex-esposa de Bull.
- David Furr como Greg Valerian, ex-marido de Marissa.
- Eliza Dushku como J.P. Nunnelly,[22] uma advogada e conciliadora legal. Em princípio a personagem se tornaria regular a partir da segunda temporada, porém após um desentendimento entre a atriz e o protagonista Michael Weatherly, ela foi despedida. Em dezembro de 2018 o jornal "The New York Times" noticiou que a CBS fez um acordo confidencial com Eliza Dushku e pagou-lhe uma indenização de US$ 9,5 milhões, correspondente ao salário de 4 temporadas como membro regular do elenco.[23]
- Jazzy Williams como Anna Baker, filha adolescente de Chunk, cuja existência ele descobriu somente na segunda temporada.

## Recepção
Bull teve recepção mista por parte da crítica. No sítio Rotten Tomatoes, o primeiro episódio recebeu uma cotação de 24% com uma média variando de 4 a 10. No sítio Metacritic, a série recebeu 40 pontos de 100, baseado nas avaliações de 19 críticos.